# George Goodman Simpson
George Goodman Simpson, avstralski častnik, vojaški pilot in letalski as, * 14. september 1896, Saint Kilda, Melbourne, † april 1990, Horsham, Surrey, Anglija.  	
Stotnik Simpson je v svoji vojaški karieri dosegel 8 zračnih zmag.

## Odlikovanja
- Distinguished Service Cross (DSC)